# Estádio Aldo Dapuzzo
Aldo Dapuzzo é um estádio de futebol localizado em Rio Grande, no estado do Rio Grande do Sul. Atende aos jogos do clube de futebol Sport Club São Paulo.

## História
Desde a fundação do Sport Club São Paulo, em 1908, a avenida Presidente Vargas sempre foi o endereço do clube, mas o estádio - um dos maiores da zona sul do estado - foi construído em etapas.
Antes da década de 1940, havia um pavilhão construído em madeira que à época já era bastante acanhado para a torcida. Nesta década foram empreendidos os esforços para a construção do pavilhão social que, com a exceção de algumas modificações, ainda preserva os traços originais. Em 1954 ganha seu primeiro sistema de iluminação, acompanhando a maioria dos clubes brasileiros com relação a disputa de partidas noturnas. Já em 1961 são erguidas as arquibancadas de alvenaria da Rua América que, em breve, darão lugar a uma nova estrutura.
Nas décadas de 1970 e 1980 vieram as grandes mudanças estruturais que permitiram ao São Paulo a disputa de competições nacionais e a receber grandes públicos em seu estádio.
Atualmente com capacidade aproximada para 8.000 pessoas, devido à demolição das arquibancadas da Rua América, espaço este que já possui projeto para construção de nova arquibancada.
O nome refere-se ao grande benemérito e patrono do clube, em homenagem ao grande esforço para levar o São Paulo à disputar a Taça de Ouro no início dos anos 80. O episódio mais marcante foi o da construção do anel direito do estádio que possibilitou a disputa.
Outro passo importante foi a iluminação, realizada na década de 1980, quando  foram instalados 24 refletores e, em seguida, ampliado para 36 refletores divididos em quatro torres. Na época, era um dos mais modernos do interior gaúcho.
A Lei n° 5.198, decretada na época pelo então prefeito Wilson Mattos Branco, de 17 de dezembro de 1997 tornou o Aldo Dapuzzo, Patrimônio Histórico e Cultural do Município, de forma que o imóvel não poderá mais ser vendido. Sendo assim a presença do clube permanece perpetuada na cidade de Rio Grande.

## Jogos importantes
Em 26 de dezembro de 1940, foi palco da famosa partida em que São Paulo e Rio Grande dividiram a taça, após um longo empate e uma série de pênaltis.
Amistoso
| 26 de dezembro de 1940 | São Paulo-RS | 0 – 0                      | Rio Grande | Estádio Aldo Dapuzzo, Rio Grande |
|                        |              | Blog Torcida faz diferença |            |                                  |

Na década de 1960 e 1970, ainda com o nome antigo, abrigou jogos internacionais (Seleção Uruguaia de Futebol contra um combinado gaúcho) e, em 7 de setembro de 1962, até mesmo um Gre-nal amistoso comemorativo aos 25 anos de fundação da Refinaria de Petróleo Ipiranga, que terminou com vitória para o Grêmio, com gols de Élton e Marino para o Grêmio e Flávio Minuano para o Inter.
Amistoso
| 7 de setembro de 1962 | Grêmio         | 2 – 1          | Internacional  | Estádio Aldo Dapuzzo, Rio Grande |
|                       | Élton e Marino | Site do Grêmio | Flávio Minuano |                                  |

Em 7 de setembro de 1968, abrigou um amistoso entre um combinado de atletas da cidade e o time do Palmeiras, que venceu por 2 a 1.
Em 23 de março de 1980, com um público estimado em vinte mil torcedores, o São Paulo empatou em 0 a 0 com o Flamengo, com vários jogadores que seriam campeões mundiais interclubes posteriormente.
Campeonato brasileiro de 1980
| 23 de março de 1980 | São Paulo-RS | 0 – 0 | Flamengo | Estádio Aldo Dapuzzo, Rio Grande |
|                     |              |       |          | Público: 19,021                  |

São Paulo: Sérgio, Carlão (Marinho), Tadeu, Zé Augusto, Cláudio Radar, Astronauta (Rubem), Paulo César, Doraci, Almir, Néia e Romário. Técnico: Laone Luz 

Flamengo: Raul, Rondinelli, Marinho, Júnior, Toninho Baiano, Zico, Adílio, Tita, Andrade, Carlos Henrique (Júlio César) e Reinaldo. Técnico: Cláudio Coutinho
Também no início da década de 1980, o São Paulo-RG jogou diversas vezes com o Grêmio pelo Campeonato Gaúcho, formado por nomes Leão, Mazaropi, Baidek, De León, China, Bonamigo, Renato Gaúcho:
- Em 1981, empatou duas vezes em 1 a 1: em 24 de junho e em 18 de outubro (com público de 15.935).
- Em 1982, perdeu as duas em casa sem fazer um gol sequer: levou dois em 7 de agosto e um em 21 de novembro.
- Em 1983, um empate de dois gols em 29 de junho (com público de 13.911) e outro com placar zerado no dia 9 de outubro (com um público de 14.310), antes da vitória de 1 a 0 em 6 de novembro (com público de 11.519), semanas antes do Grêmio sagrar-se campeão do Torneio Interclubes e da Taça Pan-Americana.[6]

Em 1997, recebeu Grêmio e Brasil de Pelotas, pelas semifinais do Campeonato Gaúcho, pois o estádio do time pelotense estava interditado. A partida terminou empatada em 1 a 1.